# 積算士
積算士（せきさんし、quantity surveyor）は、イギリス特有の職種サーベイヤーの中で、建築積算を専門に行う。イギリスには現在、75000人の積算士がいる。

## 概要
イギリスでは設計、見積もり、施工の3つが独立して行われる習慣があり、アーキテクトと並び権威のある仕事とされる。イギリスでは住宅などを建てる場合は、まずアーキテクトに設計を依頼し、次にクウォンティティサーベイヤー・積算士に見積もりを作成させ、その後建築施工会社に工事を依頼するという手順を踏む。これは新築に限らず、改築でも同様である。特にイギリスでは日本のように建て替えのサイクルが数十年というようなことはなく、古い家ほど値打ちがあり、築100年を超えるような歴史ある建物に住むことが社会的ステータスだとする考えが根底にあるために、改築が新築同様の大工事になることも多い。見積額が予算オーバーの場合は、積算士がアーキテクトと打合せをし設計の内容を調整させる。建築業者が見積額に納得しない場合でも積算士が調整役となる。それゆえに積算士の存在は重要性が高い。
積算士の能力や選択が工事のスムーズさや、でき不出来に直結する。また、イギリスでは設計者は理論的なことしか知らない場合が多いために、実践的なことをよく知る積算士は必要とされ、アーキテクトを補佐することも多い。仕様の多くは予算に合わせ積算士が決める。
もともと建設プロジェクトが設計され建設された後に鑑定、評価がされる英国の18世紀にさかのぼる職業「サーベイヤー]」は、建物が建設された後、価値を定量化して割り当て、それから商人の代わりにクライアントと建築家との交渉をなしていた。19世紀初頭には、新しい請負業者制度が施工前に価格競争を招いた。サーベイヤーはさらに、図面から数量を事前に測定し、工事が始まる前に「数量」でそれらを組み立てる技術を開発。こうしてサーベイヤーはまた積算士として大いに進化していき、コスト見積りや予測、コスト管理などの建設および財務管理プロセスの重要な役割を果たす。建設技術と管理、調達プロセスと契約上の問題、今日の市場環境の不確実性、「緑の」建物への動き、および非伝統的な調達方法により、積算士の役割は進化し続けている。
積算士が提供するサービス
- コストコンサルティング、コスト見積もり、コスト管理、コストエンジニアリング
- 開始から完了までのプロジェクトのライフサイクル全体にわたるコスト計画と商業管理
- 値の決定
- リスク管理と計算
- 入札手続き中の調達に関する助言と支援
- 契約額の入札分析と合意
- 入札における価格設定書類（例：Bills of Quantities）の作成
- 契約条件と契約上の対応
- 商業管理および契約管理
- 契約上のアドバイス
- 紛争解決の援助
- 中間評価と支払いの評価
- 原価管理プロセス
- 設計変更の追加コストの評価
- 企業ポリシーに沿った企業資格事前アンケート（PQQ）文書の作成
- プロジェクト管理
- クライアントの要件を確立するための支援

### 日本
日本では公益社団法人である日本建築積算協会が建築積算士（旧称建築積算資格者-2009年に名称変更）という名称で民間資格を発行しており、平成26年4月1日現在の資格登録者数は11,960名である。前身の建築積算資格者は実施団体を大臣認定する形式での資格制度であったため、民間資格となった現在でも、国、地方自治体、独立行政法人などの資格審査において資格記載を求められる場合や、評価における加点がある。
日本では通常、見積もりが設計者又は施工者の業務に含まれており、積算士登録者数も、関連資格である1級建築士の登録者数355,921名（平成26年3月31日現在）に比べ圧倒的に少なく、その職能と資格の普及、知名度の向上が課題となっている。また、受験料、登録手数料の高価さ、3年間で登録の更新が必要であるなどから、資格ビジネスの域を出ていないという指摘もある。
日本の建築積算士資格は、建築物の工事費積算業務の職能のみを認定した資格であり、イギリスのQuantity Surveyorに相当する資格としては、日本建築積算協会によって、建築コスト管理士という資格が2005年に創設されている。同資格の保持者で一定の要件を満たした者は英国王立勅許鑑定士協会 (RICS) の正会員 (MRICS) として入会し、「Chartered Quantity Surveyor」称号を取得できる。平成26年4月1日現在の資格登録者数は1,135名であり、建築積算士資格と同様に、普及と知名度の向上が課題となっている。